# Wilhelm Ludwig von Berstett

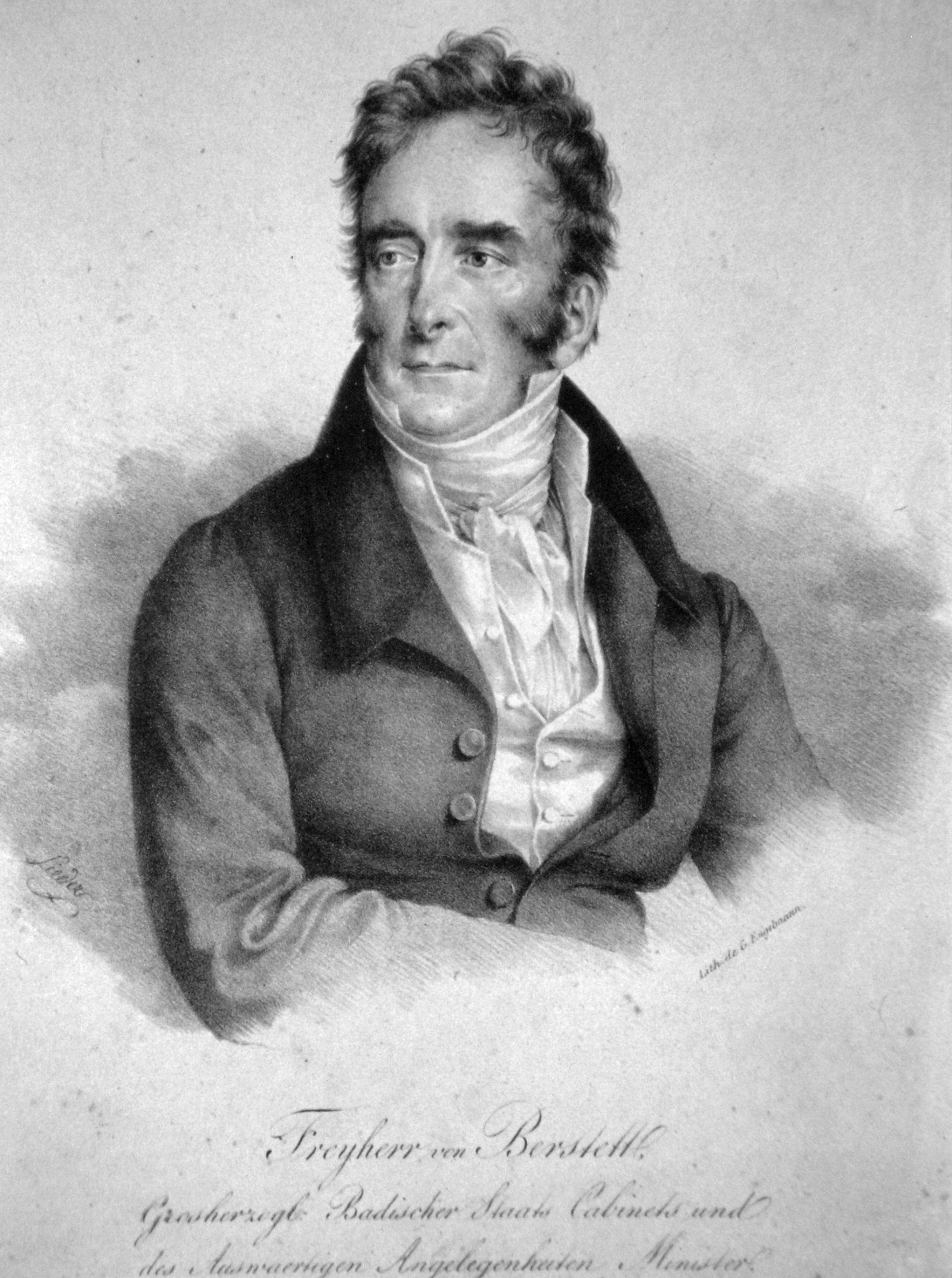
Wilhelm Ludwig Leopold Freiherr von Berstett, Lithographie von Friedrich Lieder, ca. 1830

Wilhelm Ludwig Leopold Reinhard Freiherr von Berstett (* 6. Juli 1769 in Berstett; † 16. Februar 1837 in Karlsruhe) war ein badischer Staatsmann und Ministerpräsident.

## Familie
Seine Eltern waren der bayerische Geheime Rat Phillip Jakob Reinhard von Berstett (1744–1840) und dessen Ehefrau Caroline Christine von Dettlingen (1753–1825). Sein Vater war der letzte Stättmeister von Straßburg bayerischer Geheimer Rat.

## Leben
Berstett besuchte die Universität Straßburg und war von 1785 bis 1791 im Dienste des französischen Königs tätig. Anschließend wechselte er nach Österreich, wo er bis 1804 im Militär diente. Zunächst war er Offizier beim Kürassierregiment Mack und danach im Generalstab tätig. 1809 erhielt er den Posten des Kammerherrn der Großherzogin Stephanie von Baden und wurde 1814 Mitglied der diplomatischen Corps, wo er Geheimrat und Gesandter war. 1815 nahm er als Gesandter Badens in Paris an verschiedenen Konferenzen teil und wurde 1816 zum badischen Gesandten am Bundestag ernannt. Am 15. Juli 1817 wurde er nach Karlsruhe zurückgeholt, übernahm das Ministerium für Auswärtige Angelegenheiten und wurde 1820 Ministerpräsident Badens. Als solcher leitete er die nach ihm benannte Regierung Berstett. 1818 wirkte er zusammen mit anderen badischen Ministern maßgeblich beim Entwurf einer Verfassungsurkunde mit und nahm am Aachener Kongress teil, bei dem er zur Anerkennung Badens in Europa beitrug. Im Jahre 1819 wurde Berstett vom badischen Großherzog zum Mitglied der Ersten Kammer der Badischen Ständeversammlung ernannt und eröffnete den ersten Landtag in Karlsruhe. Außerdem beteiligte er sich am Karlsbader Kongress und den Wiener Konferenzen von 1820.
1815 wurde Reinhard von Berstett vom Großherzog durch Verleihung des Großkreuzes mit Brillanten des Ordens vom Zähringer Löwen geehrt. Am 16. März 1821 wurde er zum Ehrenbürger Karlsruhes und am 1. Dezember desselben Jahres zum Ehrenbürger Mannheims ernannt.
Am 13. Februar 1831 wurde Berstett sowohl aus gesundheitlichen Gründen als auch wegen interner Streitigkeiten aus dem Staatsdienst entlassen. Er starb am 16. Februar 1837 in Karlsruhe an den Folgen eines Schlaganfalls.

## Familie
Er war zweimal verheiratet. Seine erste Frau wurde 1799 die Freiin Anna Schmidtgräbmer von Lustenegg (1780–1805), die Ehe wurde aber 1803 kinderlos geschieden.
1810 heiratete er dann die Gräfin Augusta von Luxburg (1788–1861) und hatte mit ihr einen Sohn namens Adrian, der am 14. Juni 1811 geboren wurde. Sie war die Schwester des Diplomaten Friedrich von Luxburg.